# Ultracentrífuga

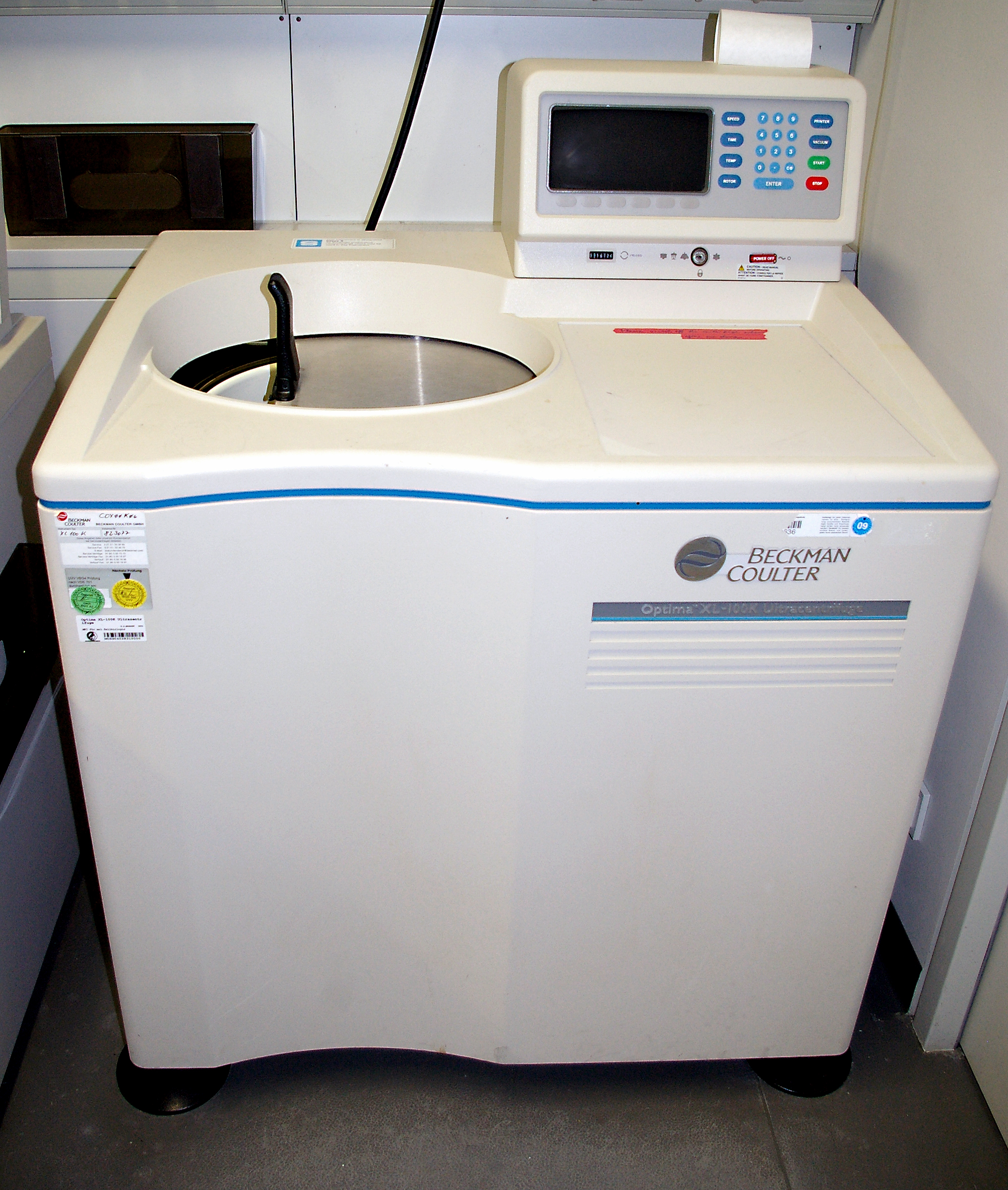
Una centrífuga de laboratori.

Ultracentrífuga és una centrífuga optimitzada per fer rodar un rotor a molt altes velocitats, capaces de generar acceleració tan alta com 2.000,000 g (aproximadament 19.600 km/s²). Hi ha dos tipus d'ultracentrífugues, la preparadora i l'analítica. Tots dos instruments troben un ús important en biologia molecular, bioquímica i ciència dels polímers.

## Història
Theodor Svedberg inventà la ultracentrífuga analítica l'any 1925, i guanyà el Premi Nobel de Química el 1926 per la seva recerca en col·loides i proteïnes fent-la servir.
La ultracentrífuga de buit la va inventar Edward Greydon Pickels. Amb el buit va ser possible reduir la fricció generada a altes velocitats. A més amb els sistemes al but és possible mantenir una temperatura constant.
El 1946, Pickels cofundà la companyia Spinco (Specialized Instruments Corp.) que fabricava ultracentrífugues que l'any 1949 arribaven a un màxim de 40,000 rpm.

## Ultracentrífuga analítica
En una ultracentrífuga analítica, una mostra que se centrifuga es pot monotoritzà a temps real per un sistema de detecció òptica amb llum ultraviolada i/o interferència òptica refractiva. Normalment es fan dos tipus d'experiments:velocitat de sedimentacióUltracentrífuga analítica i equilibri de la sedimentació.
Els tipus d'informació que es poden obtenir inclou la forma de les macromolècules, els canvis de la conformació de les macromolècules i la distribució de les mides de les macromolècules. En macromolècules com les proteïnes, que estan en equilibri químic amb diferents complexos no covalents, es poden estudiar el nombre i subunitats d'estequiometria dels complexos i la constant de l'equilibri químic.